# Vibberodden fyr
Vibberodden fyrstation er et fyr som ligger ved Rekefjord ved indsejlingen til Eigersund i Rogaland fylke i Norge.
Fyret blev bygget i 1855, lige efter at Eigerøy fyr stod færdig i 1854. De to fyr fungerer i samspil hvor Eigerøy fyr fungerer som kystfyr og Vibberodden fyr fungerer som indsejlingsfyr. Selve fyrlygten var indbygget i tagrejsningen på fyrbygningen. Stationen blev betjent af en fyrfamilie frem til fyret blev automatiseret og affolket i 1977. Der blev da bygget et lygtehus på en søjle foran den gamle fyrbygning. Efter den tid har fyrbygningerne blevet benyttet som klubhus for dykkere i Eigersund

## Eksterne kilder og henvisninger
- Vibberodden fyrstasjon Norsk Fyrhistorisk Forening
- Om Vibberodden fyr Store norske leksikon